# Spiritualität

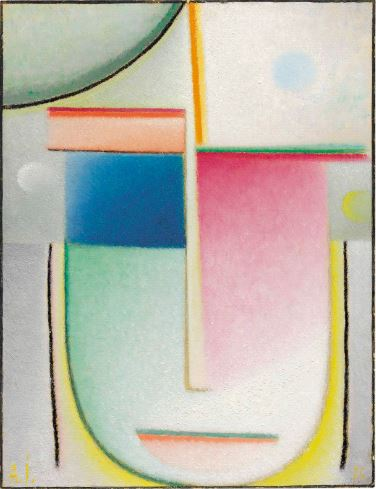
„Inneres Schauen vom Glück“ (1926), spirituelles Gemälde von Alexej von Jawlensky

Spiritualität (von lateinisch spiritus ,Geist, Hauch‘ bzw. spiro ,ich atme‘ – wie altgriechisch ψύχω bzw. ψυχή, siehe Psyche) ist die Suche, die Hinwendung, die unmittelbare Anschauung oder das subjektive Erleben einer sinnlich nicht fassbaren und rational nicht erklärbaren transzendenten Wirklichkeit, die der materiellen Welt zugrunde liegt. Spirituelle Einsichten können mit Sinn- und Wertfragen des Daseins, mit der Erfahrung der Ganzheit der Welt in ihrer Verbundenheit mit der eigenen Existenz, mit der „letzten Wahrheit“ und absoluter, höchster Wirklichkeit sowie mit der Integration des Heiligen, Unerklärlichen oder ethisch Wertvollen ins eigene Leben verbunden sein.
Es geht dabei nicht um gedankliche Einsichten, Logik oder die Kommunikation darüber, sondern es handelt sich in jedem Fall um intensive psychische, höchstpersönliche Zustände und Erfahrungen, die direkte Auswirkungen auf die Lebensführung und die ethischen Vorstellungen der Person haben. Voraussetzung ist eine religiöse Überzeugung, die jedoch nicht mit einer bestimmten Religion verbunden sein muss.

Gottesglaube in Deutschland (Erhebung 2012)

## Ursprung des Begriffs, Begriffsgeschichte
„Spiritualität" kann von dem Adjektiv lateinisch spiritualis abgeleitet werden, einer Übersetzung des Wortes altgriechisch πνευματικός pneumatikos. Das Substantiv „spiritualitas“, das es seit dem nachchristlichen fünften Jahrhundert gibt, wurde aber kaum verwendet. Im romanisch-französischen Sprachraum tauchte der Begriff konstant ab 1900 als „spiritualité“ auf.
Der Begriff der „Spiritualität“ (französisch spiritualité) findet seinen Gebrauch also im französischen Katholizismus, so wird er schon etwa im Kontext der „École française de spiritualité“, einer katholischen Schule oder auch einer Methode der Askese, die vom französischen Kardinal Pierre de Bérulle begründet worden war, verwendet.
Im 18. Jahrhundert findet er seine weitere Ausbreitung in der französischen Ordenstheologie. Lange Zeit war dieser Begriff (zumal außerhalb Frankreichs) wenig gebräuchlich. Er war kirchlich besetzt und stand für geistiges Leben, Exerzitien, gelegentlich auch Abtötung unerwünschter Begierden.
Der Begriff „Spiritualität“ ist also im Umfeld des französischen Katholizismus bis hin zum Ende des 19. und Beginn des 20. Jahrhunderts zu verorten. Peng-Keller (2014) führte an, dass das im 13. Jahrhundert erstmals belegte mittelfranzösische Wort „espiritualité“ eine primär kirchenrechtliche Sinnrichtung und Konnotation hatte, von „spiritualitas“ im Gegensatz zu den „temporalia“.
Neben obiger, aus dem romanisch-französischen Sprachraum stammenden Traditionslinie rekonstruiert der Religionswissenschaftler Christoph Bochinger eine zweite, angelsächsische Traditionslinie. In dieser bezeichne der Begriff Spirituality eine „sich auf innere Erfahrung berufende, vollmächtige und freigeistige Haltung gegenüber religiösen Fragen“. Die frühesten Belege dieser Verwendung ließen sich bis in die zweite Hälfte des 19. Jahrhunderts zurückverfolgen.
Das dtv Brockhaus Lexikon von 1962 sieht Spiritualität noch als Domäne der  katholischen Konfession an: „kath. Kirche: die christliche Frömmigkeit, insofern sie als Werk des Geistes Gottes unter Mitwirkung des Menschen verstanden wird; auch personale Aneignung der Heilsbotschaft“. Bis etwa 1950 war der Begriff „Spiritualität“ im deutschen Sprachraum nicht gebräuchlich.
In Deutschland fand der Begriff „Spiritualität“ erst in den 1960er Jahren breitere öffentliche Beachtung, als er aus der freireligiösen und angelsächsischen Szene übernommen wurde. In diesem Kontext wurde er von religiösen Akteuren als Ausdruck für eine „persönliche Bezugnahme auf ‚Gott‘ oder gottähnliches Transzendentes“ etabliert. Gleichzeitig setzte sich eine deutliche Abgrenzung zwischen „Spiritualität“ und „Religion“ durch: Während Spiritualität als frei, individuell und auf innere Erfahrungen fokussiert verstanden wurde, betrachteten die Vertreter der Spiritualitätsbewegung Religion als dogmatisch, institutionell geprägt und überholt.

## Annäherung an eine Definition
Es gibt keine allgemein anerkannte Definition des Begriffes. Der persönliche, weltanschauliche Glaube bestimmt seine konkrete Bedeutung für jeden Einzelnen – etwa, ob Gott oder andere Geistwesen, numinose oder auch natürliche Kräfte darin eine Rolle spielen.
Im Christentum war Spiritualität früher synonym zu Frömmigkeit. Es wird dort auch im 21. Jahrhundert zum Teil noch so verwendet. Faktisch ist christliche Frömmigkeit jedoch formal an die Ausübung einer bestimmten Lehre und ihrer Rituale gebunden. In den Wissenschaften wird Spiritualität heute zumeist im weiteren – Konfessionen und Religionen übergreifenden – Sinn verstanden und Frömmigkeit im engeren – eher kirchlich geprägten – Sinn.
Auch der Begriff Religiosität wird bisweilen mit Spiritualität gleichgesetzt, obwohl damit entweder nur der ehrfürchtige Glaube beziehungsweise die Empfindung einer transzendenten Wirklichkeit bezeichnet wird – ohne sie bewusst und aktiv zu „ergründen“, oder aber die Hinwendung zu einer bestimmten Religion.
Auf der Jahrestagung 2010 der „Grünen Akademie“ zur Frage „Wie sollen wir leben?“ konnte im Zusammenhang mit dem Lifestyle of Health and Sustainability nur ein Minimalkonsens über die Bedeutung des Begriffs Spiritualität erzielt werden: Spiritualität sei „etwas anderes als der schnöde Mammon“ (Formulierungsvorschlag des Trend- und Zukunftsforschers Eike Wenzel). Allerdings gehören zu dieser Bewegung, die unter anderem Slow-Food, Flexitarismus, Natursport, Konsumskepsis, sogar Konsumverweigerung und Einfaches Leben bedenkt, auch Formen eines „breit verstandenen Konzepts von Spiritualität“. Der Begriff der Spiritualität steht bei der Bewegung, die seit der Jahrtausendwende beobachtet und beschrieben wird, neben den Stichworten Authentizität, Natürlichkeit und Engagement.
Der Soziologe Detlef Pollack stellt eine zunehmende Säkularisierung der deutschen Bevölkerung fest, im Zuge derer sich insbesondere die katholische und evangelische Kirche gegenüber der kirchlich unabhängigen, spirituellen Bewegung positionieren müsse. Für die auch von dem Soziologen Hubert Knoblauch vertretene These, dass Spiritualität in der modernen Gesellschaft die etablierten religiösen Formen und Institutionen ablöst, gibt es bisher keine ausreichenden empirischen Belege. Erste Ergebnisse der 6. Kirchenmitgliedschaftsuntersuchung der Evangelischen Kirche in Deutschland (EKD), an der Pollack als Teil des wissenschaftlichen Beirats mitwirkte, legen im Gegenteil nahe, dass es keinen Transfer zu individualisierter Spiritualität gibt. Die meisten Menschen, die sich als spirituell identifizieren, sind demnach in der Kirche zu finden und nicht außerhalb.

## Historische Entwicklung des Bezeichneten und der Bezeichnung
Spirituelle Haltungen haben sich als Teil der intuitiven Einordnung (vermeintlich) unerklärlicher Phänomene im magisch-mythischen Denken unserer Vorfahren vermutlich schon sehr früh in der Menschheitsgeschichte entwickelt. Tatsächlich sind allerdings viele Phänomene, die früheren Generationen als „mysteriös“ erschienen sind, heute mit Hilfe wissenschaftlicher Einsichten erklärbar. Wie die Forschungsergebnisse der Ethnologie für viele schriftlose Kulturen gezeigt haben, gab es ursprünglich nur eine unscharfe Trennung zwischen der Welt und der Religion im Leben der Menschen, so wie wir es kennen. Spiritualität war demnach bis zur Entwicklung der formalen Religionen und der Wissenschaften ein alltägliches Verhaltensmuster der animistischen Weltanschauung.
Von Mitgliedern etablierter Glaubensgemeinschaften wird Spiritualität häufig noch mit „Frömmigkeit“ gleichgesetzt, wie es früher üblich war. Dieser Begriff wird heute jedoch vorwiegend im kirchlichen Kontext verwendet, weil damit eine Spiritualität gemeint ist, die sich an den Lehren und Kulten einer bestimmten Religion orientiert und nicht „frei“ auf das Transzendente gerichtet ist. So ist damit auch die negative Konnotation verbunden, dass ein frommer Mensch kritiklos einer Religion anhängt, auch wenn sein Verstand sich weigern müsste, bestimmte Glaubensaussagen als „wahr“ zu akzeptieren.
Christian Rutishauser unterscheidet theologische und säkulare Spiritualität. Nach ihm drückt Spiritualität in der gegenwärtigen Gesellschaft die Sehnsucht nach einem Geist aus, der nicht im Alltäglichen und Oberflächlichen steckenbleibt.
In der Gegenwart gilt Spiritualität vor allem als „Leitbegriff postmoderner Religiosität“. Die „Karriere“, die der Begriff Spiritualität bis in die Gegenwart hinein gemacht habe, erklärt Karl Baier damit, dass ihm die „Patina, die viele religiöse Worte in der Moderne angesetzt haben, fehlt“. Im französisch- und im englischsprachigen Raum wurde er erst um 1900 von einer größeren Zahl von Menschen gebraucht. Im deutschsprachigen Raum wurde er zwar ebenfalls um 1900 in einem Lexikon erwähnt, massenwirksam wurde er hier aber erst nach etwa 1960.

## Formen

Religiosität und Spiritualität in Deutschland (Erhebung 2008)

Das Phänomen Spiritualität kann man unter anderem nach ihrer Herkunft entweder aus einer konkreten Religion, mehreren kombinierten Religionen oder sonstigen, noch freieren Formen unterscheiden. Während Spiritualität noch im 19. Jahrhundert fast ausschließlich innerhalb einzelner Religionen gelebt wurde, verbreitete sich ab dem 20. Jahrhundert vor allem in der westlichen Welt eine moderne Form von Spiritualität, für welche teilweise Elemente aus verschiedenen spirituellen Traditionen übernommen und miteinander verbunden wurden, teilweise neue Elemente frei erfunden wurden. Häufig waren diese Weltanschauungen durch einzelne charismatische spirituelle Lehrer geprägt oder initiiert (manchmal auch nach diesen benannt), vergleichbar mit der ursprünglichen Entstehung der Religionen selbst. Da die wesentlichen Inhalte der meisten so verbreiteten Lehren deckungsgleich sind (bspw. findet sich so gut wie überall die Wichtigkeit von Achtsamkeit (Geistesgegenwart) sowie die Schädlichkeit der Identifikation mit dem Ego), und viele Individuen nicht nur einer dieser Lehren folgen, sondern vielen, wird mittlerweile häufig nur von der Spiritualität gesprochen und religiöse Ursprünge werden zunehmend irrelevant. (Einige vertreten gar die Position, dass „echte“ Spiritualität höchstens aus den existierenden Religionen erwächst, aber im Allgemeinen nicht mit dem Verfolgen einer einzelnen Religion vereinbar ist.) Entsprechend dieser Entwicklung ergibt sich eine heute häufige Einteilung in die vier Rubriken „nicht religiös, nicht spirituell“, „religiös, nicht spirituell“, „nicht religiös, spirituell“ und „religiös, spirituell“, bspw. in einer von Detlef Pollack geleiteten Studie aus dem Jahr 2008.
Erwin Möde erklärt die empirisch nachweisbare Zunahme an spiritueller Vielfalt im Westen damit, dass die „christlichen Kirchen […] leerer [werden], das herkömmliche Gottesbild und die bisherige Moral verblassen, ein Monopolanspruch auf Religion […] nicht mehr akzeptiert“ werde, weil „[a]n die Stelle der mit politischer Gewalt durchgesetzten Glaubensmonopole […] die freie Vielfalt religiöser Überzeugungen“ trete.

### Herkunft aus bestehenden Religionen und Kulten
Die Religionen und Konfessionen haben unterscheidbare spirituelle Strömungen hervorgebracht. Dies hat zunächst mit der verschiedenen Erfahrung, Beschreibung und Benennung der höchsten Instanz oder Wirklichkeit in den religiösen Traditionen zu tun: Gott, Gottheit, arabisch und im Islam Allah, im Judentum JHWH, Tao, Brahman, Maha-Atman, Shunyata, Großer Geist, Pneuma, Prajna, Maha-Purusha, Sugmad, Manitu, das Eine in Einheit oder das Eine in Vielheit u. a.
Schwierig zu bestimmen ist es, ab welchem Punkt eine derartige selbstbestimmte Spiritualität nicht mehr mit der Religion, aus der heraus sie sich entwickelt hat, kompatibel ist. So ist beispielsweise jemand, der das Konzept der Seelenwanderung für plausibel hält, eigentlich kein Christ mehr, da der Glaube an die Einmaligkeit der individuellen Seele zum Kern des christlichen Glaubens gehört. So mahnt Ulrich Winkler: „[M]ultiple Religionszugehörigkeit läuft den Religionen zuwider. Sie verlangen eine ernsthafte und ungeteilte Zustimmung zur Lehre. Eine Abtrennung einzelner Rituale oder Praktiken aus dem theoretischen und theologischen Lehrkontext widerspricht dem Selbstverständnis der Religionen.“

#### Christentum
Unter christlicher Spiritualität versteht man jene spezifische Form von Spiritualität, in deren Mittelpunkt die persönliche Beziehung zu Jesus Christus steht. Sie ist immer auch biblische Spiritualität und rückgebunden an urchristlichen Praktiken. Dazu zählen je nach persönlich gelebter Frömmigkeit auch Askese und Mystik. Dabei weist sie über konfessionelle Grenzen und Besonderheiten hinaus. In der christlichen Spiritualität wird individuelle Vervollkommnung als nicht nur durch Techniken (Kontemplation, Lesen der Bibel, Gebet, Nächstenliebe, Exerzitien, Wallfahrt, Kirchenmusik) erreichbar angesehen, sondern insbesondere als Gnade erlebt. Christliche Spiritualität umfasst nicht nur religiöse Rituale, sondern drückt sich auch im Alltag aus. Speziell kleine Dinge können religiöse Bedeutung bekommen und so zur christlichen Umformung des Menschen beitragen.
Neue Varianten der Spiritualität entwickeln sich auch durch Aktivitäten von Klöstern, Priestergemeinschaften, Ordensbewegungen u. ä., aus denen Formen der „Laienspiritualität“ hervorgegangen sind, die von Menschen gelebt werden, die als loyale Mitglieder ihrer Religions- oder Weltanschauungsgemeinschaft gewöhnlichen Berufen nachgehen und weder als Mönch, Nonne, Priester o. ä. in engerem Sinn religiöse Aufgaben zu ihrem Lebensmittelpunkt gemacht haben. Vielfach ist eine Laienspiritualität zwar aus einer klösterlichen oder mönchischen hervorgegangen, hat diese dann aber spezifisch umgeformt.
Stefanie Rosenkranz zeigt in ihrer Reportage über das Verhältnis Deutscher zu den Volkskirchen in Deutschland auf, dass dieses von einer tiefen Entfremdung gekennzeichnet sei: Sowohl die Protestanten als auch die Katholiken hätten über Jahrzehnte ein Spiritualitätsdefizit aufgebaut und wirkten „insgesamt etwa so illuminiert wie der Bundestag.“ Wer sich „der schweren Prüfung eines protestantischen Gottesdienstes an einem beliebigen Sonntag“ unterziehe, müsse auf einem harten Brett sitzen und „auf ein nacktes Kreuz starren“. „Sachliche Seelsorger geben unablässig vernünftige Worte von sich, so wie man sie auch von der Pastorentochter Angela Merkel täglich in der ‚Tagesschau‘ vernehmen kann.“ So ein Gottesdienst habe „das Ambiente eines Mathematikunterrichts an einer Gesamtschule“. Bei den Katholiken gebe es zwar mehr „Pomp“, doch der dortige Gläubige erscheine Rosenkranz wie ein „blökendes, ewig fehlgeleitetes sowie schuldiges Schaf, das hinter seinem allmächtigen Hüter hertrotten muss“.
Karl Baier unterscheidet im Hinblick auf im Westen empirisch anzutreffende Formen der Spiritualität zwischen einer katholischen und einer ursprünglich angelsächsischen, „neureligiösen“ Form von Spiritualität.

#### Buddhismus
Das spirituelle Ziel im Buddhismus ist die Erleuchtung (Bodhi). Es gibt viele unterschiedliche Methoden und Wege, wie dieses Ziel angestrebt wird. Buddha lehrt als Hauptweg zur Erleuchtung die vier edlen Wahrheiten, den achtfachen Pfad. Ein wesentlicher Teil ist das Praktizieren von Meditation. Die im Westen bekanntesten buddhistischen Meditationsformen sind Vipassana und Zazen. Beide Schulen lehren das nicht wertende und absichtslose Gewahrsein im Hier und Jetzt, ohne an Gedanken, Empfindungen oder Gefühlen zu haften.

#### Hinduismus
Der Hinduismus besteht aus verschiedenen Richtungen mit recht unterschiedlichen Schulen und Ansichten. Die Lehren und Gottesvorstellungen sind in den einzelnen Strömungen sehr verschieden, selbst die Ansichten über Leben, Tod und Erlösung (Moksha) stimmen nicht überein. Die meisten Gläubigen jedoch gehen davon aus, dass Leben und Tod ein sich ständig wiederholender Kreislauf (Samsara) sind, sie glauben an die Reinkarnation. Die spirituelle Praxis beinhaltet beispielsweise Rituale, Verehrung eines Gottes und das Streben nach individueller Befreiung. Aus dem Hinduismus stammt auch die Betonung der Wichtigkeit von persönlicher Wissensvermittlung durch einen spirituellen Lehrer, dort Guru genannt.

#### Islam
Für den Islam besteht Spiritualität (Geistigkeit) darin, eine geistige Brücke zwischen den Menschen und der Welt einerseits und Gott andererseits im Rahmen der „heiligen“ Schriften herzustellen. Säkulare Gedankensysteme, die von Gott abstrahieren, werden nicht als spirituell eingestuft.
Die fünf „Säulen“ (arabisch أركان arkān) des Islams sind die Grundpflichten, die jeder Muslim zu erfüllen hat:
1. Schahāda (islamisches Glaubensbekenntnis)
2. Salāt (fünfmaliges Gebet)
3. Zakāt (Almosensteuer)
4. Saum (Fasten im Ramadan)
5. Haddsch (Pilgerfahrt nach Mekka)

Zu den bekanntesten Vertretern persischer Spiritualität gehört der Sufi-Mystiker Rūmī.

#### Baha'i-Religion
Spiritualität im Kontext der Bahá'í-Lehren ist verwurzelt in der Beziehung zum Göttlichen und manifestiert sich in der Förderung der Einheit, der spirituellen Entwicklung und des Dienstes an der Menschheit. Hier sind einige zentrale Aspekte der Spiritualität in den Bahá'í-Lehren.
- Beziehung zum Göttlichen: Spiritualität bedeutet im Bahá'í-Glauben, eine tiefere Verbindung zu Gott zu entwickeln. Dies geschieht durch Gebet, Meditation und das Studium der heiligen Schriften. Die Bahá'í-Schriften betonen, dass die Liebe zu Gott und das Bestreben, seinen Willen zu erfüllen, das Fundament der spirituellen Entwicklung bilden.[26]
- Förderung von Einheit: Ein wesentlicher Aspekt der Bahá'í-Spiritualität ist das Streben nach Einheit. Dies beinhaltet die Überwindung von Vorurteilen und die Förderung der Einheit der Menschheit.[27]
- Dienst an der Menschheit: Dienst wird als ein zentrales Element der Spiritualität angesehen. Durch den Dienst an anderen nähert man sich Gott und setzt spirituelle Einsichten in die Tat um.[28]

#### Pazifische Religionen
Für Hoʻoponopono, ein psycho-spirituelles Verfahren der Hawaiianer, besteht Spiritualität in der Befreiung von unerwünschten, vorwiegend zwischenmenschlichen Umständen. Die zur Mithilfe angerufenen höheren Wesen waren vorwiegend Naturgeister, aber auch ein Familiengeist, genannt ’aumakua. Traditionell wurde das Verfahren, bei dem alle an einem Problem beteiligten Personen anwesend waren (im Geiste auch die Ahnen), durch einen kahuna (Heilpriester, ähnlich einem Schamanen) durch Rituale und Gebete geleitet. Seine Anwendung reicht weit über achthundert Jahre zurück.
Moderne Formen, die kahuna Morrnah Simeona begründet hat, können allein durchgeführt werden. Weder bei traditionellen noch bei modernen Formen hawaiischen Ursprungs gehören Mantras (unter anderem mangels Beteiligung höherer Wesen) dazu.

### Gebundene und freie Spiritualität

#### Spiritualität als integraler Bestandteil existierender Religionen (Dogmatik)
Hans Urs von Balthasar stellte 1960 die These auf: „Spiritualität [ist] die subjektive Seite der Dogmatik“. Die Offenbarung, die die Quelle der biblischen Texte sei und von Theologen reflektiert werden müsse, müsse von Balthasar zufolge durch Spiritualität „inkarniert“ werden, damit sie alltagswirksam werden könne.
Die Dogmatik, so interpretiert Ulrich Winkler Balthasars Lehre, sei das „Knochengerüst“ einer Religion, von dem das „Fleisch der Spiritualität“ nicht abgetrennt werden dürfe. „Knochen mit Fleisch“ – Dieses Bild soll verdeutlichen, dass fromme Gläubige nicht durch eine reflexionslose Spiritualität „verdummen“ sollen, aber auch Gelehrte sich nicht durch elitäres, für die meisten unverständliches Philosophieren von der Gemeinschaft der Gläubigen entfernen sollen. Andernfalls gelte: „Dogmatik verkrustet und Mystik rutscht in die Innerlichkeit psychologischer Selbstbespiegelung“.
Einige Nachschlagewerke des frühen 21. Jahrhunderts (z. B. der Brockhaus Religionen – 2004 –: „heute weitgehend gleichbedeutend mit Frömmigkeit“ oder das Lexikon der Psychologie – 2000–2002 –: „Frömmigkeit, eine vom Glauben getragene geistige Orientierung und Lebensform“) setzen Spiritualität mit Frömmigkeit gleich.
Was Benutzer des Begriffs jeweils unter „Spiritualität“ verstehen, ist nach Untersuchungen von Arndt Büssing u. a. (2006) von dem weltanschaulichen Kontext abhängig, auf den sie sich beziehen. Auch im 21. Jahrhundert beziehen sich Sprecher oder Schreiber demnach immer auf eine immaterielle, nicht sinnlich fassbare Wirklichkeit (Gott, Wesenheiten etc.), die dennoch erfahr- oder erahnbar sei (Erwachen, Einsicht, Erkennen) und die der Lebensgestaltung eine Orientierung gebe. Zu unterscheiden sind hier Büssing zufolge eine suchende Haltung und eine glaubend annehmende bzw. eine wissend erkennende Haltung. Die oben zitierten Autoren nehmen eine „glaubend annehmende“ Haltung ein.

#### Freie, von existierenden Religionen unabhängige Spiritualität
Die Freimaurer-Loge St. Johann am Rhein in Schaffhausen legt Wert auf die Feststellung: „Spiritualität ist […] abzugrenzen von Glaube und Religion. […] Spiritualität heisst, sich auf der geistigen Ebene zu befinden. Sich abheben vom Materiellen und Dogmatischen. […] Man befindet sich beim Wesentlichen, auf einer etwas höheren Bewusstseinsstufe des Menschen, die auf der Ebene der Seele entfaltet werden kann, wodurch man fähig wird, den göttlichen Plan […] zu verstehen. […] Wenn man sich auf der Ebene des Geistes befindet, ist man erhaben über das Materielle. Spiritualität kann auch freimaurerisch begründet werden; Symbole enthalten eine Fülle von spirituellen Elementen und Inhalten, leben sie doch wie die Spiritualität selbst vom individuellen Erleben derselben. Der Allmächtige Baumeister aller Welten, wie die Freimaurer das Göttliche nennen, repräsentiert doch geradezu das Undogmatische, Universelle, Neutrale, das integrale Ganze des Universums.“
Die von Karl Baier als angelsächsisch-neureligiös bezeichnete Strömung setzte im 19. Jahrhundert ein. Helena Blavatsky, Mitbegründerin der Theosophischen Gesellschaft, begründete die moderne Esoterik, in die Elemente der neohinduistischen Spiritualität einflossen. Dadurch hat nach Baier diese Form der Spiritualität ihren spezifisch christlichen Charakter verloren. In der Folge entstand eine durchaus beabsichtigte Nähe des englischen Wortes „spirituality“ zu spiritistischen Praktikanten der „Geisterbeschwörung“.
Oestergaards Lexikon konkretisierte 1936 den Begriff „spirituell“ mit Hilfe der Attribute „geistig, geistreich, auch geistlich, kirchlich“ und definiert den Begriff „Spiritualität“ als „Geistigkeit, geistiges Wesen“, der im Gegensatz zur Materialität stehe.
Um die Jahrtausendwende (1999–2004) definiert der Duden Spiritualität als „Geistigkeit; inneres Leben, geistiges Wesen“. In den Wissenschaften wird Spiritualität heute zumeist im weiteren – Konfessionen und Religionen übergreifenden – Sinn verwendet und Frömmigkeit im engeren – eher kirchlich geprägten – Sinn. So leben nach Ansicht des Biophysikers Markolf H. Niemz sowohl Wissenschaft als auch Religion von spirituellen Impulsen. Er fasst sein Verständnis von Spiritualität in den prägnanten Satz: „Spiritualität ist Wahrheit, die von innen kommt.“ Niemz sieht also keinen Widerspruch zwischen einem spirituellen und einem wissenschaftlichen Blick auf die Welt.
Dafür, dass im 21. Jahrhundert das katholische Verständnis von Spiritualität in den Hintergrund getreten ist, sprechen insbesondere aktuelle Analysen aus dem Bereich der Psychologie, die im 20. Jahrhundert das Thema „Spiritualität“ eher mied:
- Der Religionspsychologe Kenneth Pargament stellt (1999) das „Suchen nach dem Heiligen“ in den Vordergrund seiner Definition der Spiritualität. Die Grundhaltung ist ihm zufolge also keine ego-zentrierte, der „Blickwinkel“ sei eindeutig auf ein transzendentes „Zentrum“ gerichtet.
- Die transpersonale Psychologie versteht Spiritualität als die Wahrnehmung der Einheit von Wirklichkeit und das Anerkennen des Geistigen als Realität.

Aus dem Bereich von Pflegepraktikern, nämlich dem Bayerischen Hospiz- und Palliativverband, stammt die prägnante Äußerung: „Spiritualität will das „Unerklärliche“ in das eigene Leben integrieren.“

#### Schöpfungsspiritualität

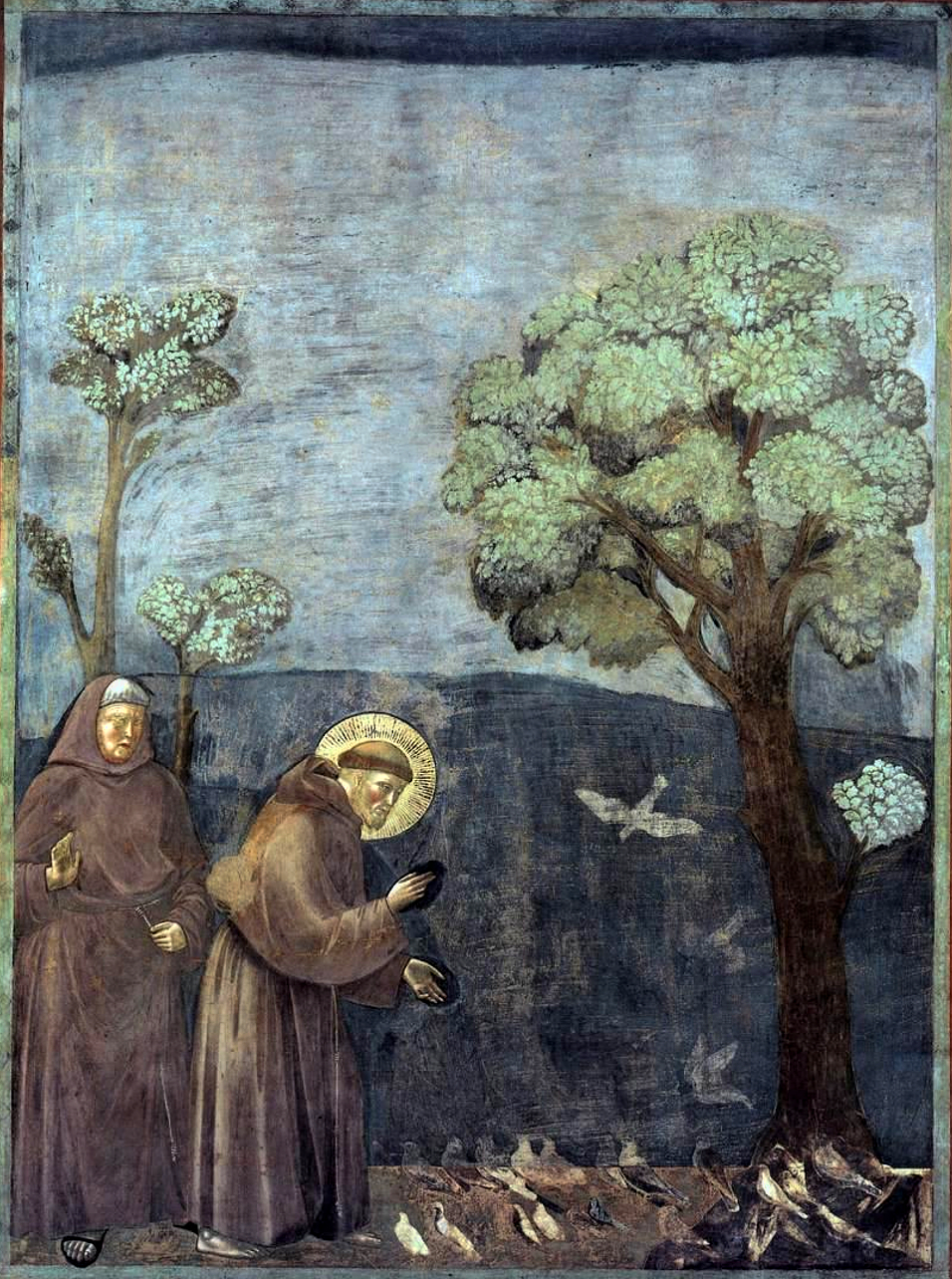
Auf einem Fresko in der Basilika San Francesco stellte Giotto di Bondone um 1295 die Vogelpredigt von Franz von Assisi dar und zeigte exemplarisch, wie Franziskus seine Schöpfungsspiritualität lebte.

Matthew Fox ist ein Vertreter der sogenannten „Schöpfungsspiritualität“, einer Bewegung, die sich auf mittelalterliche Mystiker und Theologen wie Hildegard von Bingen, Thomas von Aquin, Meister Eckhart und Nikolaus von Kues bezieht. Fox hat seinen Ansatz unter anderen in Vorträgen und Büchern öffentlich gemacht. Fox lehrte zunächst am Holy Names College in Oakland, Kalifornien, wo er das Institute for Culture and Creation Spirituality („Institut für Kultur und Schöpfungsspiritualität“) leitete. Schöpfungsspiritualität ist eine der ältesten religiösen Traditionen, die auch bei „Naturvölkern“ zu finden ist. Für Klaus Vellguth wird die Schöpfungsspiritualität interreligiös fassbar (siehe Literatur). Vorstellungen einer Mutter Erde können diese Spiritualität flankieren.
Sowohl das Judentum als auch das Christentum haben in ihrer Überlieferung Ansätze für eine Schöpfungsspiritualität. Die Hebräische Bibel spricht davon, dass Gott den ganzen Kosmos ausfüllt: „Bin nicht ich es, der Himmel und Erde erfüllt?“ Jer 23,24 . Thomas von Aquin bringt den Vergleich: „Wie die Seele ganz in jedem Teil des Körpers ist, so ist auch Gott in allem und in jedem einzelnen.“ Zusammenfassend lässt sich der Gegenstand der Schöpfungsspiritualität formulieren: Gott ist in allem, er ist überall. Hieraus erwächst eine Grundhaltung, eine Spiritualität, die das ökologische Bewusstsein und Denken prägt: Alle Wesen von Natur und Weltall haben einen Wert. Gott ist in ihnen gegenwärtig. Jedes Geschöpf ist ein Werk Gottes und verdient durch seine Geschöpflichkeit menschliche Achtung und Sorge.
Albert Schweitzer formulierte dies ab 1964 als Lehre der Ehrfurcht vor dem Leben. Diese Einsicht ist Kern einer schöpfungsgemäßen Spiritualität, die aufzeigt, dass alles in der Schöpfung miteinander verbunden ist. Der Mensch soll sich in diese Verbundenheit mit hineinnehmen lassen. Die Menschheit kann nicht unabhängig von der Natur und ihren Kreisläufen und Systemen leben. Das aktive In-Beziehung-Treten mit der Umwelt, der uns umgebenden Schöpfung, ist gelebte Schöpfungsspiritualität. Diese gelebte Spiritualität drückt sich in einer Achtsamkeit gegenüber allen Mitgeschöpfen, aber auch generell gegenüber der Mitwelt aus. Daher erstreckt sich die Schöpfungsspiritualität auch bis hin zu den ethischen Fragen nach unserem konkreten Verhalten in Bezug auf die Umwelt. Schöpfungsspiritualität fragt auch nach unseren Verbindungen zu prekären Umweltsituationen.
Franz von Assisi steht für eine solche von einer Schöpfungsspiritualität genährten Haltung. In seinem Sonnengesang spricht er liebevoll von „Bruder Wind“ und „Schwester Wasser“. Dies, aber auch seine Vogelpredigt zeigen, dass seine Schöpfungsspiritualität von einem familiären Verhältnis zur Schöpfung geprägt ist.
Die Ökotheologie am Ende des 20. Jahrhunderts war eine Anregung für die etwas weiter gefasste Schöpfungsspiritualität. Auch die Verhältnisbestimmung zwischen Schöpfungstheologie und Schöpfungsspiritualität spielt seit dem 21. Jahrhundert im Diskurs eine Rolle. Natur-Spiritualität wird auch als wirksamer Beitrag zur öko-sozialen Transformation angesehen, indem sie gegen eine nutzend-beherrschende Instrumentalisierung von Natur eine resonante Verbundenheit fördert, aus der eine intrinsische Motivation zum pfleglichen Leben mit der Natur folgt.

#### Verschwimmen der Grenze zur Esoterik und zum Nichtssagenden
Bereits im Brockhaus von 1973 heißt es zum Stichwort: „Heute ist Spirituelles darüber hinaus zu einem vielfach verschwommenen Modewort geworden, läuft unter den Oberbegriffen Esoterik und Lebenshilfe und ist auch bereits in nahezu allen profanen Bereichen präsent.“ Aktuell findet der Begriff Spiritualität auch als Schlagwort Anwendung, im Zusammenhang mit New Age und alternativer Heilkunde, und auch politisch im Programm und der Bezeichnung einer Kleinpartei wie „Die Violetten – für spirituelle Politik“.
Spiritualität scheint sich anpassen zu können und kann für viele Gruppen am Ende etwas anderes bedeuten. So wird Spiritualität unspezifisch. Spiritualität ist am Ende „die Verbindung einer Person mit den Wundern und der Energie des Lebens.“
Nach Ansicht des katholischen Theologen Herbert Poensgen droht das Wort „Spiritualiltät“ durch die inflationäre Benutzung des Wortfelds „spirituell“ in Verbindung mit dem zunehmenden Trend, durch Marketing unter Benutzung des Wortfelds „spirituell“ Umsätze zu steigern, zu einem „Plastikwort“ zu werden. „Plastikwörter“ seien, so Poensgen, dadurch gekennzeichnet, dass „sich die Konnotationen bei weitem gegenüber der Denotation durchsetzen“.

#### „Spiritueller Osten“ und „materialistischer Westen“
In den Reihen der Gegner der traditionellen „abendländischen“ Formen der Religiosität gilt seit dem 19. Jahrhundert der „Westen“ als Weltgegend mit einer unterentwickelten Spiritualität. Seit der Zeit der Kolonisierung überseeischer Gebiete durch europäische Staaten fungiert der Begriff der „Spiritualität“ in der westlichen Kultur als Abgrenzungskriterium und Identitätsmerkmal zu den östlichen Kulturen.
Was in einem Aufsatz von Ursula King konkret gemeint ist, ist die kulturelle Auseinandersetzung vom „Osten“, was im Artikel als Indien personifiziert wird, und dem „Westen“, was zunächst nicht weiter verortet wird (im späteren Artikel sich aber als Amerika herausstellt). Als Oppositum der „östlichen Spiritualität“ wird gemeinhin der „materialistisch orientierte Westen“ verstanden. Damit erhalten die beiden entgegengesetzten Himmelsrichtungen den Antagonismus: Spiritualismus vs. Materialismus, wobei letzteres in der hegemonialen Kommunikationsstruktur des britisch-indischen Kolonialdiskurses ersterem übergeordnet wurde. Diese Zuordnung der Begrifflichkeiten (Ost = Spiritualismus / West = Materialismus) ist aber eine vom „Westen“ dem „Osten“ aufgezwungene und inszeniert eine Frontstellung von West und Ost. King formuliert eingangs klar was ihr Ziel ist: „This article is concerned with the examination of one particular image, namely the polarisation between ‚Indian spirituality‘ and ‚Western materialism‘…“ In diesem Artikel legt King dar, dass die Superpositionierung des „Westens“ gegenüber der Kolonie Indien von einem Teil der etablierten, indischen Oberschicht erfolgte durch eine vorgenommene Reinterpretation des Hinduismus: „The nineteenth-century reinterpretation of Hinduism, often referred to as the ‚Hindu renaissance‘, is seen by some as a synthesis of ideas from East and West.“ Im Laufe des 19. Jh., als das dichotome Diskurskonzept des „spirituellen Ostens“ gegenüber dem „materiellen Westen“ statuiert worden war, erfuhr, wie King erläutert, die von der Kolonialmacht inferior konnotierte „östliche Spiritualität“ eine Aufwertung seitens der indischen Bevölkerung. In dezidierter Abgrenzung zum „Westen“, der unterdrückenden Macht, fungierte die „indische Spiritualität“ nun als positiv umgewertetes Identitätsmerkmal. Aus dem nun als „spirituellen Auftrag“ erachteten Selbstbewusstsein und -verständnis der Inder formierten sich nationale Bewegungen und Ideologien, die 1947 schließlich unter Gandhi zur Unabhängigkeit Indiens führten.

#### Humanistische Spiritualität: Spiritualität ohne Transzendenzbezug
Schon Johann Wolfgang Goethes Drama Faust (1808) zeugt von einer kirchenfernen Spiritualität: „Kein persönlicher Gott mehr, keine Konfession, keine Glaubensgemeinschaft, keine Kirche, keine damit verbundene sittliche Weltordnung – aber das Gefühl einer Allheit und Allverbundenheit, emotionale Übereinstimmung mit dem Weltganzen, das Absolute als Chiffre für die Liebe.“
Der Begriff Spiritualität kann also auch ohne Gottes- oder Transzendenzbezug aufgefasst werden, so z. B. von André Comte-Sponville in „Woran glaubt ein Atheist?: Spiritualität ohne Gott“. Gerechtigkeit, Mitgefühl, Liebe, Demokratie und Menschenrechte könnten Gottgläubige, Agnostiker und Atheisten vereinen, ohne einander missionieren zu müssen.
Ähnlich auch Dalai Lama Tenzin Gyatso, der als humane Grundspiritualität die grundlegenden menschlichen Werte der Güte, der Freundlichkeit, des Mitgefühls und der liebevollen Zuwendung bezeichnet. Insoweit kann man von einer humanistischen Spiritualität sprechen, die darauf ausgerichtet ist, die Werte des Humanismus zur eigenen Lebenswirklichkeit werden zu lassen.

#### Säkularisierte Spiritualität und die Bedeutung der „intellektuellen Redlichkeit“
Thomas Metzinger spricht in seinem 2010 in Berlin gehaltenen Vortrag „Spiritualität und intellektuelle Redlichkeit“ von einer philosophischen oder säkularisierten Spiritualität und meint damit eine epistemische und zugleich ethische Lebenseinstellung, die dem Prinzip der intellektuellen Redlichkeit folgt, der unbedingten Aufrichtigkeit, Wahrhaftigkeit und Gewissenhaftigkeit gegen sich selbst, um Irrtum und Selbsttäuschungen zu vermeiden. Intellektuelle Redlichkeit lasse nicht zu, etwas ohne zureichende Belege, Anhaltspunkte oder Indizien zu glauben (John Locke). Richtig verstandene Spiritualität sei also ohne Weiteres mit den Grundsätzen der Aufklärung vereinbar, gerate aber immer wieder in Konflikt mit bestehenden Religions- und Weltanschauungsgemeinschaften, insbesondere mit deren Dogmen.
Nach Metzinger ist Spiritualität als Erkenntnisprozess durch vier Eigenschaften charakterisiert:
1. nicht-theoretisch (also durch praktische Erfahrung gewonnen),
2. nicht-propositional (keine Aussagen mit einem logischen Wahrheitsgehalt),
3. nicht-kognitiv (es geht nicht um gedankliche Einsichten) und
4. nicht-diskursiv (die Erkenntnis ist sprachlich nicht kommunizierbar, sie kann höchstens angedeutet werden).

Säkularisierte und humanistische Spiritualität ist oft verbunden mit einem spirituellen Naturalismus.

## Theoretisches Fazit: offene Definitionen im 21. Jahrhundert
Im 21. Jahrhundert öffnet sich das Verständnis von Spiritualität endgültig. Spiritualität ist nun weder zwingend an Transzendenz noch an die Konfessionen der Religionen gebunden. Die Bindung daran bleibt aber trotzdem eine Option.

### Rudolf Sponsel: sowohl auf Transzendenz als auch Immanenz gerichtete Spiritualität
Der Psychologe Rudolf Sponsel definierte 2006 Spiritualität als mehr oder minder bewusste Beschäftigung „mit Sinn- und Wertfragen des Daseins, der Welt und der Menschen und besonders der eigenen Existenz und seiner Selbstverwirklichung im Leben“. So umfasst ihm zufolge Spiritualität auch eine besondere, nicht notwendig im konfessionellen Sinne verstandene religiöse Lebenseinstellung eines Menschen, die sich auf das transzendente oder immanente göttliche Sein konzentriert bzw. auf das Prinzip der transzendenten, nicht-personalen letzten Wahrheit oder höchsten Wirklichkeit.

### Arndt Büssing: konfessionelle und nichtkonfessionelle Spiritualität
Der Mediziner Arndt Büssing unternimmt den Versuch, verschiedene Interpretationen des Verhältnisses von Spiritualität und existierenden Religionen in einer Definition zu berücksichtigen, und schreibt: „Mit dem Begriff Spiritualität wird eine nach Sinn und Bedeutung suchende Lebenseinstellung bezeichnet, bei der sich der/die Suchende seines/ihres ‚göttlichen‘ Ursprungs bewusst ist (wobei sowohl ein transzendentes als auch ein immanentes göttliches Sein gemeint sein kann, z. B. Gott, Allah, JHWH, Tao, Brahman, Prajna, All-Eines u. a.) und eine Verbundenheit mit anderen, mit der Natur, mit dem Göttlichen usw. spürt. Aus diesem Bewusstsein heraus bemüht er/sie sich um die konkrete Verwirklichung der Lehren, Erfahrungen oder Einsichten im Sinne einer individuell gelebten Spiritualität, die durchaus auch nicht-konfessionell sein kann. Dies hat unmittelbare Auswirkungen auf die Lebensführung und die ethischen Vorstellungen.“

## Individuelle Entstehungswege und Ausdrucksformen
Meyers Taschenlexikon (2003) betont ebenso wie das Lexikon der Psychologie, dass Spiritualität Auswirkungen auf die Ausgestaltung des individuellen Lebens habe: Spiritualität sei „die durch seinen Glauben begründete und durch seine konkreten Lebensbedingungen ausgeformte geistig-geistliche Orientierung und Lebenspraxis eines Menschen“.
Als Ausdrucksformen der Spiritualität konnten mit Hilfe von Fragebogenkonstrukten nach Arndt Büssing mindestens sieben Faktoren differenziert werden:
1. Gebet, Gottvertrauen und Geborgenheit
2. Erkenntnis, Weisheit und Einsicht
3. Transzendenz-Überzeugung
4. Mitgefühl, Großzügigkeit und Toleranz
5. Bewusster Umgang mit anderen, sich selbst und der Umwelt (entspricht im weitesten Sinne einem achtsamen Umgang auf horizontaler Ebene)
6. Ehrfurcht und Dankbarkeit
7. Gleichmut und Meditation.

Allerdings lassen sich einzelne Ausdrucksweisen und Elemente erlebter Spiritualität noch konkreter beschreiben.

### Achtsamkeit, Hingabe und Bewusstheit
Rudolf Sponsel listet Verhaltensweisen auf, anhand derer seiner Ansicht nach Außenstehende erkennen können, ob ein anderer Mensch von „Spiritualität“ geprägt sei:
- „Aufwach- und Aufstehritual (den Tag angemessen begrüßen), besinnen, innehalten, reflektieren,
- meditieren (Satipatthana-Meditation),
- bei einem Spaziergang,
- bei der Haushaltsarbeit (z. B. abspülen, bügeln, Zwiebel schälen, Blumen gießen),
- auf dem ruhigen Ort der Toilette,
- Dankgebet vor dem Essen,
- bei einer Gestaltung (Tisch decken, Wohnung schönen, malen),
- Musik hören,
- die Aufmerksamkeit auf ein Kaminfeuer oder Kerzenlicht richten;
- bewusst atmen;
- volle Zuwendung und Hingabe an eine Tätigkeit,
- Blumen,
- einen spirituellen Text (z. B. Jorge Luis Borges[53]: „Wenn ich mein Leben noch einmal leben könnte“) auf sich wirken lassen;
- Wertschätzungsrituale,
- Sinnsprüche auf sich wirken lassen,
- Kontakt aufnehmen mit der eigenen Lebensgeschichte,
- innere Dialoge führen mit Bezugspersonen und Bezugsobjekten (Natur, Schicksal, Kosmos, Sterne, Mutter Erde…).“

Alles, was mit einer gewissen Achtsamkeit, Zuwendung, Hingabe oder Bewusstheit durchgeführt werde, könne Spiritualität ausdrücken. „Rituale können helfen, bergen aber manchmal die Gefahr des Mechanischen (50 Rosenkränze runterrasseln) und Hohlen“, meint Sponsel.

### Einfaches Leben

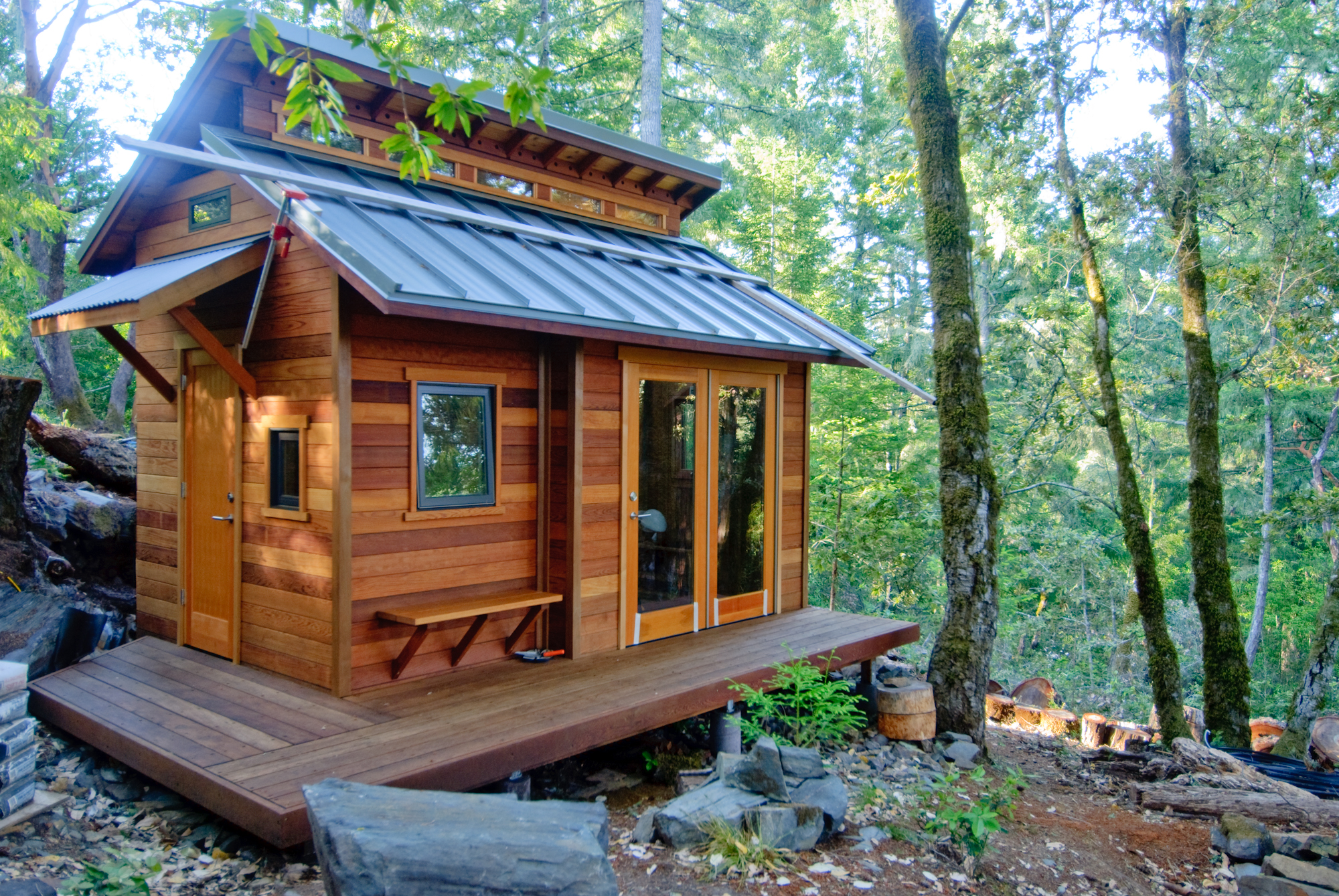
Ein „Tiny Home“ im Wald, ein modernes Sinnbild für ein einfaches, aber spirituelles Leben

In manchen Ordensgemeinschaften und deren Klöstern spielt das einfache Leben und der Verzicht auf die Anhäufung materieller Güter eine wichtige Rolle. Aber auch unabhängig von Religionen entscheiden sich einige aus spirituellen Gründen für ein Leben in freiwilliger Einfachheit. Begründet wird das beispielsweise damit, Gott „näher sein“ zu wollen. Zu erkennen ist das beispielsweise an der typischen Ausgestaltung spiritueller Retreats und Sesshins. Für Teilnehmer und Gäste kommt dieses Erleben oftmals einer zeitlich begrenzten Führung eines sehr einfachen Lebens gleich.
Im einfachen Leben wird durch Konsumverweigerung ein selbstbestimmtes Leben angestrebt, welches – ganzheitlich betrachtet – als Steigerung der Lebensqualität empfunden wird. Das einfache Leben ist eine Alternative zum heute verbreiteten konsumorientierten Leben. Auch der zunehmenden Reizüberflutung und Entfremdung des Menschen in der modernen Welt soll mit freiwilliger Einfachheit eine spirituelle Dimension entgegengesetzt werden.
Es ist daher höchste Zeit, den nur auf materiellen Wohlstand aufgebauten Lebensstil zu überprüfen. Den tieferen Grund dafür, dass dem Geldverdienen im 21. Jahrhundert weniger Bedeutung beigemessen werde als vor der Jahrtausendwende (vgl. die Verachtung des „schnöden Mammon“ auf der o. a. Tagung der Grünen Akademie), sieht Horst W. Opaschowski darin, dass von den meisten Menschen in den hochentwickelten Ländern die Verengung des Begriffs „Wohlstand“ auf das Materiell-Wirtschaftliche, die im späten 18. Jahrhundert begonnen habe, inzwischen als unangemessen bewertet werde. Statt auf das Immer-Mehr (= Lebensstandard) werde jetzt eher Wert auf das Immer-Besser (= Lebensqualität) gelegt: Letzteres sei nachhaltiger und sorge für mehr Lebenszufriedenheit. Für Globalisierungsverlierer hingegen seien Fragen nach dem Lebenssinn und nach Spiritualität purer Luxus: Geld und materielle Werte würden für diese Gruppe immer wichtiger.

### Atmen

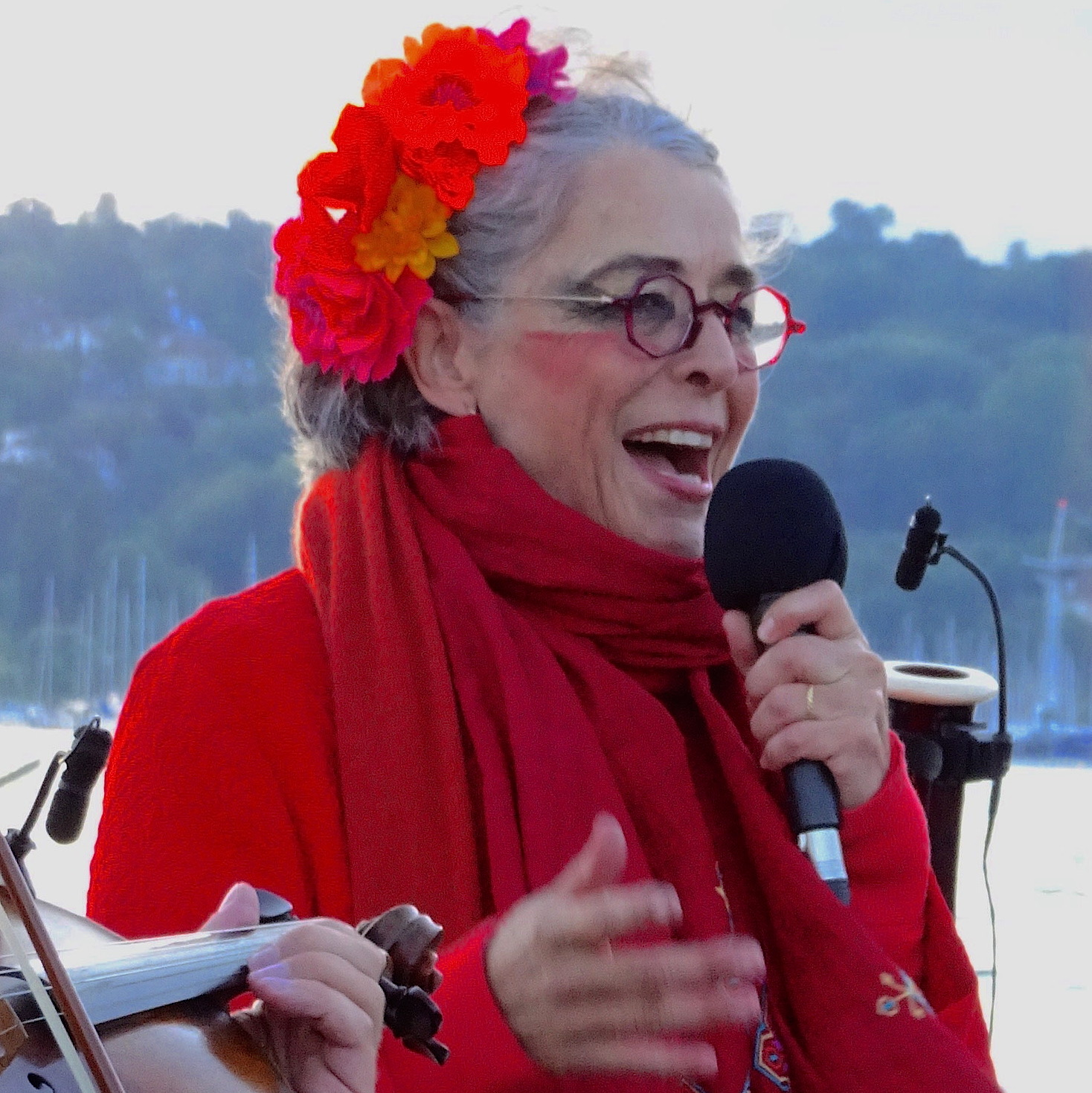
Neben dem einfachen Atmen eröffnet auch das Singen spirituelle Erfahrungen.

„Du bist der Atem und die Glut“, formulierte Huub Oosterhuis mit einem Buchtitel. „Mein Atem ist mein Gebet!“, so die Mystikerin Hildegard von Bingen. Gebetstexte sollen nach Meinung des Mitbegründers der Gesellschaft Jesu, dem späteren Jesuitenordens, Ignatius von Loyola, nur „atmend“ gebetet werden. Spiritualität braucht Luft: tief einatmen, still sein, ausatmen.
Religionen sprechen vom Atem als heiliger Lebenskraft und göttlichem Geist. Sowohl im Buddhismus als auch in der klösterlichen Praxis des Christentums ist der Atemvorgang, also das ganz bewusste Ein- und Wiederausatmen samt der Atempause ein höchst spiritueller Moment. Der Atem entfaltet vor allem auch im Singen eine unglaubliche Wirkkraft. Nicht umsonst haben die meisten Religionen eine gemeinsame Tradition des Singens.
Die mit dem Atmen verbundene spirituelle Dimension wiederum kann auch als Weg bezeichnet werden, mit jedem Atemzug sich der Verantwortung für sich und anderen bewusst zu werden. Während das Einatmen das Aufnehmen der Welt in sich symbolisiert, steht das Ausatmen für Abgeben, Sich-Hingeben für und in dieser Welt, damit Neues entstehen kann.

### Tanzen
Menschen der antiken Zeit haben versucht, die Götter durch Tanzen anzurufen, um damit Einfluss auf den Verlauf ihres Lebens zu nehmen. Das Einüben der Schrittfolgen kann dabei auch heute der Beginn eines spirituellen Weges und der Meditation sein; auch ein Weg der Introspektion. Tanzend erfährt der Mensch die Endlichkeit des Lebens, seine Unvollkommenheit und Zerbrechlichkeit.
Tanz kann somit auch eine Form interreligiöser Begegnung sein jenseits von Verbalisierung und Rationalität.
Einfache Formen wie der Pilgerschritt und auch Tanzformen wie Trancetanz, Sakraler Tanz oder Kirchentanz zielen darauf ab, beim Tanzen spirituelle Erfahrungen zu machen. Im Mittelpunkt steht hierbei meist eine Konzentration auf den eigenen Körper in Verbindung mit Meditation. Berühmt für diese Art des Tanzens sind die türkischen Derwische.

### Pilgern

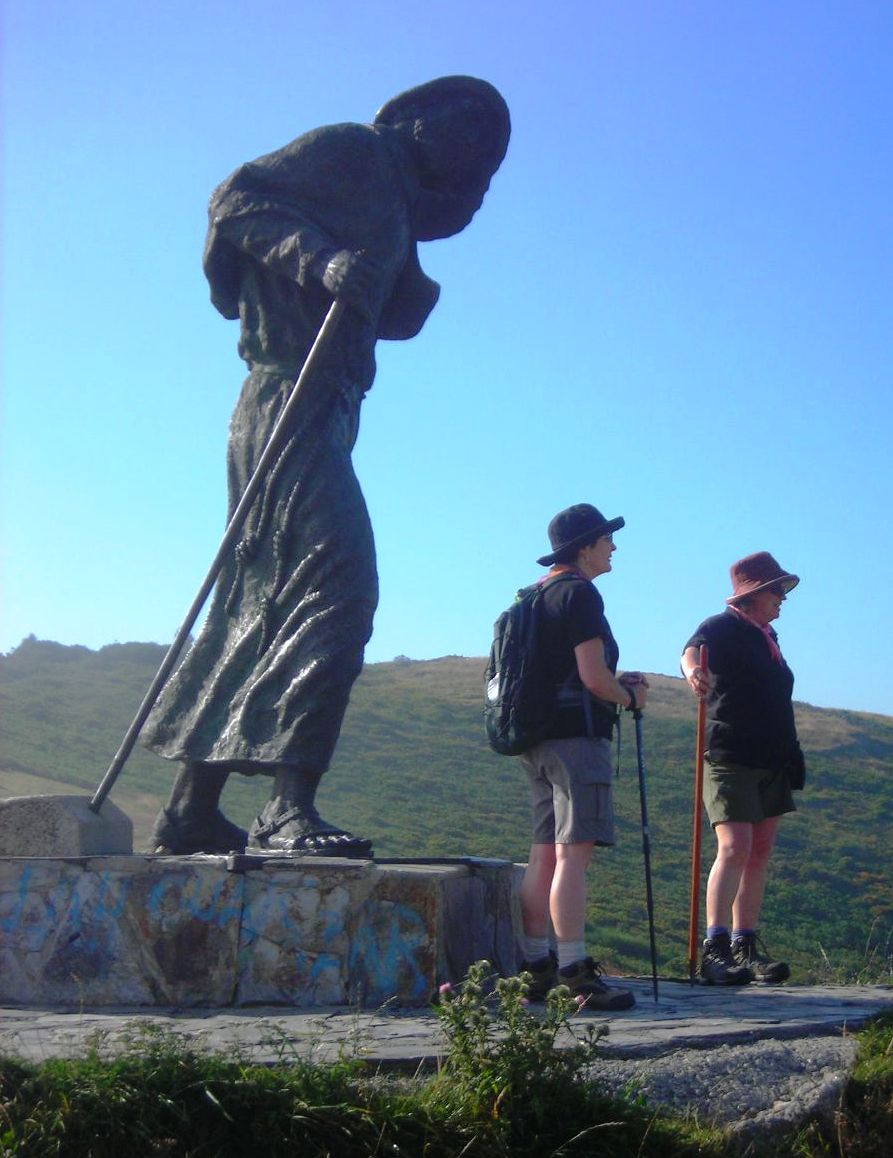
Pilger auf der iberischen Halbinsel

Das Wandern auf Pilger- und Jakobswegen wurde Ende des 20. Jahrhunderts als Quelle spiritueller Erfahrung von vielen Menschen entdeckt und erlebt. Das Pilgern als alte spirituelle Praxis in vielen Weltreligionen wird auch „Spiritualität des Unterwegsseins“ genannt.
In der Offenheit des Unterwegsseins gehen Menschen Antworten auf Lebensfragen auf: diese Antworten kommen dem Wandernden wie ein Geschenk entgegen. So stellt sich auch die Grundbewegung eines spirituell geprägten Lebens dar. Der Mensch interpretiert sein Unterwegssein von einer Lebensstation zur nächsten unter dem Aspekt des Glaubens, dass er auf diesem Weg geführt wird. Der Mensch muss sich auf den Weg einlassen, damit sich ihm dieses, sein Leben, als Geschenk offenbart. Es entwickelt sich die Sehnsucht nach „mehr“, nach „Grenzerfahrung“, nach „Glück“ nach „innerem Frieden“. Es ist die Sehnsucht nach „weitergehen“ und „nicht stehen bleiben“ wollen.

### Nahtoderfahrung
Häufig sind spirituelle Erfahrungen wie Nahtoderfahrung oder mediale Kontakte der Ausgangspunkt für eine gelebte Spiritualität. Studien zufolge machen zwischen 4 und 15 Prozent der Menschen in den USA, Australien und Deutschland eine Nahtoderfahrung. Eine Nahtoderfahrung ist mit Nachwirkungen verbunden, zu denen häufig eine stark angestiegene Spiritualität bei der betroffenen Person zählt (siehe dazu Nachwirkungen bei Nahtoderfahrungen). Ebenso berichten in verschiedenen Umfragen zwischen 10 und 80 Prozent der Befragten von erlebten Nachtod-Kontakten. Auch nehmen die meisten Religionen für sich in Anspruch, dass ihre Lehren auf spirituellen Erfahrungen – erlebt etwa von Propheten, Mystikern usw. – beruhen.

### Einnahme von psychotropen Substanzen
Psychedelika wie Psilocybin und andere Entheogene genannte Substanzen können spirituelle Erfahrungen auslösen. Bei vielen indigenen Völkern werden solche Wirkstoffe traditionell seit Jahrhunderten verwendet. Schamanen und ähnliche Geisterbeschwörer verwenden sie häufig in Kombination mit anderen spirituellen Praktiken. Nach einer Studie verstärkt auch die Kombination mit regelmäßiger Meditation ihre Wirkung.

## Weiterführende Literatur

### Allgemeine Spiritualität
- Anton A. Bucher: Spiritualität – Moderne Sinnsuche. Spektrum der Wissenschaft. 4. Februar 2011
- André Comte-Sponville: Woran glaubt ein Atheist? Spiritualität ohne Gott. Diogenes, Zürich 2009, ISBN 978-3-257-24027-6 (französisch: L'esprit de l'atheisme. Introduction a une spiricualite sans Dieu. Editions Albin Michel, Paris 2006. Übersetzt von Brigitte Große).
- Gisbert König: Säkulare Spiritualität.
- Hubert Knoblauch: Soziologie der Spiritualität. In: Karl Baier (Hrsg.): Handbuch Spiritualität: Zugänge, Traditionen, interreligiöse Prozesse. Wissenschaftliche Buchgesellschaft, 2006, S. 91–111, ISBN 978-3-534-16911-5
- Marion Küstenmacher, Tilmann Haberer, Werner Tiki Küstenmacher: Gott 9.0: Wohin unsere Gesellschaft spirituell wachsen wird. Gütersloher Verlagshaus, 2010, ISBN 978-3-579-06546-5.
- Thomas Metzinger: Spiritualität und intellektuelle Redlichkeit. (PDF; 1,2 MB)

### Spiritualität im Islam
- Omar K. Neusser: Über Geistigkeit oder Spiritualität (im Islam)
- Ken Wilber: Integrale Spiritualität. Kösel, 2007, ISBN 978-3-466-34509-0.

### Schöpfungsspiritualität
- Moses Awinongya / Gabriel Faimau/ Klaus Vellguth (Hg.), Mit der Schöpfung Leben atmen. Afrikanische Schöpfungsspiritualitäten im Dialog (Edition Schöpfung, Bd. 3), Ostfildern 2021.
- Isis Ibrahim/Shaji Kochutara/Klaus Vellguth (Hg.), In der Schöpfung Heimat finden. Asiatische Schöpfungsspiritualitäten im Dialog (Edition Schöpfung, Bd. 2), Ostfildern 2020.
- Carlo Maria Pagano/Elisabeth Steffens/Klaus Vellguth (Hg.), Wir sind nur Gast auf Erden. Lateinamerikanische Schöpfungsspiritualität im Dialog (Edition Schöpfung, Bd. 1), Ostfildern 2019.
- Hans Kessler, Das Stöhnen der Natur. Plädoyer für eine Schöpfungsspiritualität und Schöpfungsethik. Patmos, Düsseldorf 1990, ISBN 3-491-77805-0.
- Brigitte Enzner-Probst, Im Einklang mit dem Kosmos. Schöpfungsspiritualität lehren, lernen und leben. Grunewald Verlag, Ostfildern 2015, ISBN 978-3-7867-2971-6